# 亀山泰延
亀山 泰延（かめやま やすのぶ、1971年6月19日 - ）は、東京都出身の元騎手・調教助手。

## 来歴
競馬学校9期生として飯田祐史・伊藤直人・川合達彦・小林徹弥・嶋田高宏・宗像徹と同期になり、1993年3月に美浦・阿部新生厩舎からデビュー。
1年目の1993年は3月6日の中山第1競走4歳未勝利・コウエーラフィーユ（13頭中6着）で初騎乗を果たし、同21日の中山第8競走4歳以上500万下・カネヒュウガで初勝利を挙げる 。6月12日の東京で初の1日2勝、翌13日にも勝ち星を挙げて初の2日連続勝利を記録したほか、秋の福島では父ダイナコスモス・母父アローエクスプレスのヒューストンシチーで金華山特別（500万下）→浄土平特別（500万下）と芝→ダート1000mの特別戦を連勝。1年目の同年から2桁勝利の21勝をマークし、関東の新人賞に当たる民放競馬記者クラブ賞を受賞したが、結局この年が自身唯一の20勝台でキャリアハイとなった。
デビュー年は8回も変更騎手になり、1991年の橋本広喜の6回を上回り、後には1996年の福永祐一が橋本に並ぶ6回を記録したため、現在も亀山がトップである。
2年目の1994年にはサクラロータリー産駒アプローズシチーで3月中山の新馬、5月東京の500万下と共にマイル戦をメンバー中最速上がりで勝利。6月11日の東京第3競走4歳未勝利ではゴールドウェイ産駒クイックウエイでスズカコバン産駒デュークグランプリに8馬身差付けて逃げ切ったが、同年は9勝と2桁勝利には届かなかった。
3年目の1995年には父ダイナガリバー・母父トウショウボーイのオノデンリンゴで5月福島芝1200mの未出走、6月東京芝1400mの500万下を共に逃げ切って連勝。イガノラヴィーでセイユウ記念では8着も関東馬最先着で1番人気ムーンリットガールに先着し、中央最後のアラブ重賞となったタマツバキ記念では同じく関東馬最先着でシゲルホームランに先着する4着に入った。
1996年には3月3日の中山第6競走4歳新馬をアサヒエンペラー産駒ミナガワストーミーで2着とした後、続く第7競走4歳新馬ではダスゲニーを母に持つムンテルゲニーに騎乗し、同じ矢野進厩舎で父サンデーサイレンス・母父ノーザンテーストのサイレントリバーに3馬身差付けて勝利。同日の最終第12競走4歳以上500万下では父シェイディハイツ・母父インターメゾのイシノジョオーで16頭中14番人気ながら2着に入って馬連4万馬券の波乱を起こし、3年ぶりで最後の2桁勝利となる10勝をマーク。
1997年には1月19日の中山第9競走呉竹賞でマイネルジェイソンに騎乗しワシントンカラーの2着に入り、リンドシェーバー産駒エーピーランドでは3月15日の中山第9競走房総特別でダイワテキサスに4馬身付けると同時にサイレントハンターも抑えて勝利し、目黒記念ではアグネスカミカゼ・ツクバシンフォニー・エアダブリンに次ぐと同時にローゼンカバリーとハナ、ハナの接戦となる4着に入った。
2000年には父ドクターデヴィアス・母父アズマハンターのロードファルコンで挙げた500万下の2勝だけに終わり、2001年にはオートマリアで中山マイル戦の新馬を13番人気ながら2着で馬連万馬券となり、3戦目の未勝利は東京ダートのマイル戦でレディパステルの2着に入った。
2002年には6月15日の福島第7競走3歳未勝利をジョウノベイビーで勝利して枠連・馬連・馬単・3連複万馬券の波乱を起こしたが、このレースが平地最後の勝利となったほか、同年はこの1勝に終わり、2003年は0勝と初めて勝ち星を挙げられなかった。
2004年は3月28日の中山第5競走障害4歳以上未勝利・サテライトウィナーで最後の勝利を挙げ、新潟ジャンプステークスでは父ダンスインザダーク・母父ニホンピロウイナーで中島敏文厩舎のドゥーワンズベストに騎乗し、1周目はリズムを崩さないように走って2周目から勝負をかけ、直線残り100mで止まったが、14頭中13番人気ながら3着と健闘。12月19日の中山第5競走障害3歳以上未勝利・ヒカルライアン（13頭中2着）が最後の騎乗となり、同31日付で現役を引退。
引退後は岩戸孝樹厩舎の調教助手となり、後には田中清隆厩舎に移籍。
現在は茨城県稲敷市の美浦トレセン近くで飲食店「キッチンbar亀ハウス」を経営し、怪我で調教助手を引退する橋本の慰労会も行われ、馬主の西山茂行に兄弟子の谷中公一、横山義行・村田一誠も参加した。

## 騎手成績
| 通算成績 | 1着 | 2着 | 3着 | 4着以下 | 出走回数 | 勝率 | 連対率 |
| -------- | --- | --- | --- | ------- | -------- | ---- | ------ |
| 平地     | 71  | 99  | 113 | 1553    | 1836     | .039 | .093   |
| 障害     | 4   | 5   | 7   | 107     | 123      | .033 | .073   |
| 計       | 75  | 104 | 120 | 1660    | 1959     | .038 | .091   |